# 1394 هـ
1394 هـ هي سنة في التقويم الهجري امتدت مقابلةً في التقويم الميلادي بين سنتي 1974 و1975.

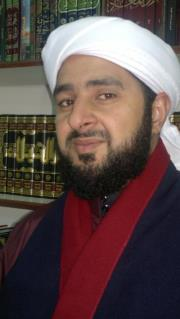
أحمد الصوي

## أحداث
- تأسيس صندوق التنمية العقاري السعودي
- تأسيس الصندوق السعودي للتنمية
- تأسيس الهيئة العامة للرياضة بالسعودية.

## مواليد
- أحمد الصوي
- أحمد العليان
- أيمن رمضان
- الزين الصباح
- عبد الرحمن عادل الشمري
- عبد الله بن علوش
- زينب العسكري
- محمد علي الحسيني
- معالي العسعوسي
- محمد عبد الوهاب الرفيقي
- مبارك الخجمه
- فيصل العدواني

## وفيات
- آرثر ستانلي تريتون
- إبراهيم فلالي
- ابن تاويت الطنجي
- جيمس هيوارث دون
- حسين الحلي
- سابا زريق
- ظفر أحمد عثماني
- عبد المنان الدهلوي
- علي بن عبد الله آل ثاني
- كريزويل
- ماريا نلينو
- ناصر بن سعود بن عبد العزيز آل سعود
- هنريك صمويل نيبرج
- عبد الزهراء الكعبي
- علال الفاسي
- محمد أبو زهرة
- محمد إدريس الكاندهلوي
- 9 ربيع الأول - قاسم محمد الرجب - مؤلف وكاتب عراقي.